# 가족 영화
가족 영화(家族映畵)는 어른과 아이들이 함께 감상하고, 함께 즐길 수 있는 영화 작품이다. 성적 묘사, 폭력, 혐오감을 자아내게 장면들이 없으며, 건전한 오락으로서 즐길 수 있는 것이 필수이다. 가족을 주제로 한 작품도 그 비참한 숙명이나 증오, 사회적인 압박이나 경련 등을 테마로 한 것은 가족 단란의 건전한 오락이 될 수 없다.